# Стрілянина в Trump International Golf Club
15 вересня 2024 року агент Секретної служби відкрив вогонь по підозрюваному, якого згодом ідентифікували як 58-річного Раяна Веслі Раута. Його помітили, коли він ховався в кущах з рушницею на території Trump International Golf Club у Вест-Палм-Біч, штат Флорида. Раут втік з місця події, але пізніше був затриманий у сусідньому окрузі Мартін. Інцидент стався, коли Дональд Трамп, колишній президент США, грав у гольф у клубі. Офіційні особи вважають, що чоловік мав намір стріляти в Трампа. Повідомлень про постраждалих не надходило. Федеральне бюро розслідувань розслідує цей інцидент як спробу замаху.

## Передумови
Trump International Golf Club вважався можливим об'єктом для замахів на життя Дональда Трампа. Інцидент стався через 64 дні після попередньої спроби замаху на Трампа під час передвиборчого мітингу в Батлері, Пенсильванія, коли Трамп отримав поранення у верхню частину правого вуха.

## Інцидент
Інцидент стався приблизно о 13:30 EDT, коли Трамп грав у гольф між п'ятим та шостим полями разом із другом та донором Стівом Віткоффом. Агент Секретної служби США помітив чоловіка, який цілиться з рушниці на полі для гольфу, ховаючись у кущах приблизно за 400 ярдів від Трампа. Один із агентів відкрив вогонь по чоловікові, який кинув зброю і втік на автомобілі. Чоловік не мав чіткої лінії прицілу на Трампа і не відкривав вогонь. Свідок сфотографував автомобіль підозрюваного, що допомогло владі відстежити його. Поле для гольфу було заблоковано невдовзі після інциденту, і повідомлень про постраждалих не було.
На місці події було виявлено гвинтівку типу СКС з оптичним прицілом, два рюкзаки, які містили керамічні плитки для захисту від куль, а також камеру GoPro.

## Підозрюваний

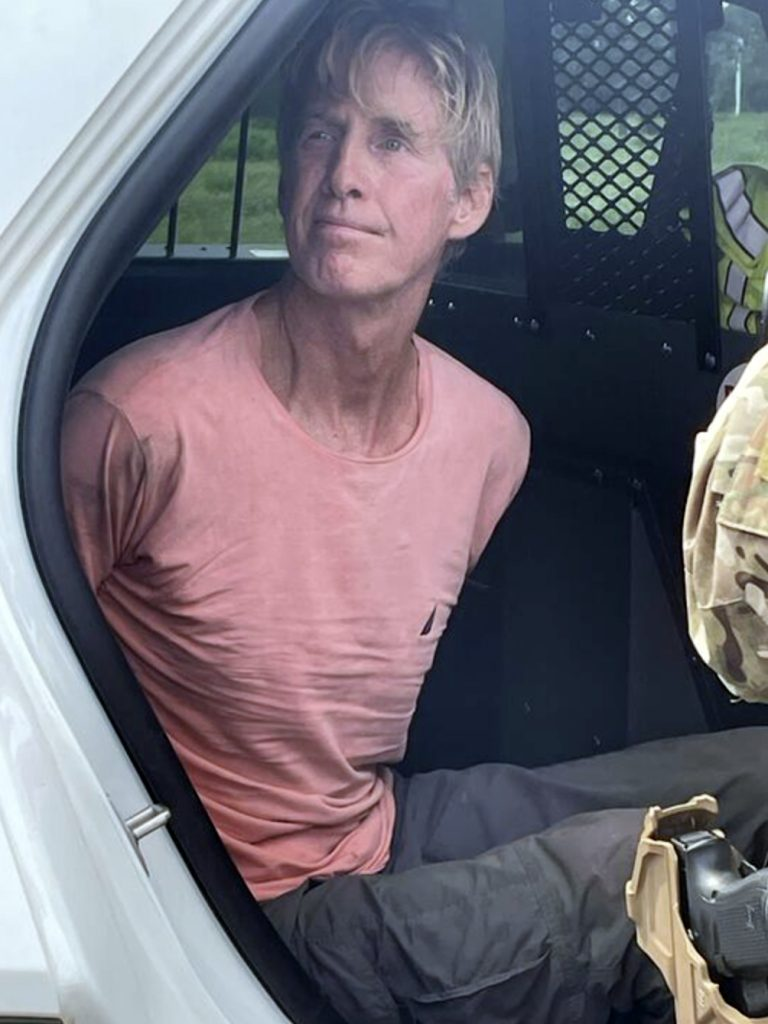
Раут під час арешту

Невдовзі після інциденту влада ідентифікувала підозрюваного як Раяна Веслі Раута, 58-річного мешканця Гаваїв, який більшу частину свого життя прожив у Ґрінсборо, Північна Кароліна. Раут і його син володіють компанією з будівництва сараїв на Гаваях. Раут мав історію політичної активності як онлайн, так і офлайн, зокрема писав у Signal про російське вторгнення в Україну, що «Цивільні повинні змінити цю війну і запобігти майбутнім війнам». Він також публікував дописи у Twitter, стверджуючи, що голосував за Трампа у 2016 році, але згодом пошкодував про це, хвалив кандидатів від Демократичної партії Джо Байдена і Камалу Гарріс, а також запросив лідера Північної Кореї Кім Чен Ина на відпочинок до Гаваїв, де Раут виступав би в ролі «посередника».
У самовиданій електронній книзі 2023 року він написав про свою попередню підтримку Трампа, заявивши: «Я достатньо мужній, щоб сказати, що я помилився і зробив жахливу помилку». Раут також пожертвував $140 на демократичні ініціативи з 2019 року та зареєстрований у Північній Кароліні як незалежний виборець.
Раут повідомив у інтерв'ю 2022 року з румунським репортером у Києві, що він прилетів в Україну, щоб приєднатися до армії в місяці після повномасштабного вторгнення Росії, але дізнався, що він "не є ідеальним кандидатом" для поля бою через свій вік (середина 50-х років) та відсутність військового досвіду. Пізніше в 2022 році Раут зазначив у інтерв'ю, що після того, як його відхилили від військової служби, він почав вербувати добровольців для української армії. Раут поскаржився на труднощі з допуском іноземних бійців до України, заявивши виданню Semafor, що "Україна дуже часто важко працює, вони бояться, що кожен може бути російським шпигуном".
Колишня волонтерка Міжнародного легіону України, Евелін Ашенбреннер, назвала Раяна Веслі Роута "ілюзорним" і "брехуном" через його заяви про те, що він вербував для української організації, зазначивши, що Роут "не був і ніколи не був пов'язаний з Міжнародним легіоном або Збройними силами України". Ашенбреннер сказала про Роута: "Він був конфліктним. Він був суперечливим. Він неодноразово відмовлявся зрозуміти основну армійську політику", додавши також: "Він мав ілюзії величі та був дуже відірваний від реальності". Міжнародний легіон для захисту України у своїй заяві повідомив, що Роут "ніколи не був частиною, не був пов'язаний або асоційований" з ним "в жодній якості".

## Розслідування
Роут був затриманий як особа, що викликає інтерес під час того, як він їхав на північ по Міжштатній автомагістралі 95 з Округ Палм-Біч до Округу Мартін, згідно з інформацією від шерифа округу Палм-Біч. Шерифські підрозділи "чекали деякий час", щоб зупинити автомобіль, щоб уникнути погоні на великій швидкості. Автомобіль Роута був оточений шерифськими підрозділами, які змусили його з’їхати з дороги і заарештували його під дулом зброї. Роут не мав зброї під час арешту.
Федеральне бюро розслідувань очолює розслідування, разом із Секретною службою США та Офісом шерифа округу Палм-Біч. ФБР класифікує інцидент як спробу вбивства. Мотив Роута наразі невідомий, хоча чиновники вважають, що він мав намір вистрілити в Трампа.

## Реакції
Президент Джо Байден та віце-президентка Камала Гарріс, суперниця Трампа на президентських виборах 2024 року, були поінформовані про інцидент. Білий дім оприлюднив заяву, в якій сказано: "Президент і віце-президентка були поінформовані про інцидент із безпекою на гольф-клубі Трамп Інтернешнл, де грав у гольф колишній президент Трамп. Вони раді дізнатися, що він у безпеці." В окремій заяві Гарріс сказала: "Я була поінформована про повідомлення про постріли поблизу колишнього президента Трампа і його власності у Флориді, і я рада, що він у безпеці. Насильство не має місця в Америці."
Незабаром після стрілянини голова Twitter Ілон Маск перепостив запис на сайті, в якому запитували "Чому вони хочуть вбити Дональда Трампа? [sic]", відповівши, що "ніхто навіть не намагається вбити Байдена/Гарріс". Хоча спочатку він захищав своє формулювання, Маск видалив твіт після широкого осуду, стверджуючи наступного дня, що його висловлювання було жартом. Білий дім оприлюднив заяву, в якій назвав коментар Маска "безвідповідальним", зазначивши, що "насильство слід тільки засуджувати, а не заохочувати чи жартувати над ним".